# Дремлюга, Владимир Александрович
Владимир Александрович Дремлюга (19 января 1940, Саратов — 26 мая 2015) — советский диссидент, участник демонстрации 25 августа 1968 года на Красной площади против ввода советских войск в Чехословакию.
Учился в Ленинградском университете, был исключён за «недостойное поведение, порочащее звание советского студента». Работал поездным электриком.
За участие в демонстрации против ввода войск в Чехословакию был приговорён к трём годам колонии общего режима. Политзаключённый (1968—1974). В конце первого срока был судим за антисоветские высказывания в беседах с другими заключёнными и получил ещё три года. Под угрозой ещё одного срока был вынужден подписать «покаянное письмо», фрагменты которого были опубликованы в газете «Социалистическая Якутия».
Эмигрировал из СССР в США в 1974 году в период послаблений эмиграции для отказников, проживал вдвоём с женой в г. Джерси-Сити, штат Нью-Джерси.
В 2005 г. принял участие в съёмках документального фильма «Они выбирали свободу».